# آلن سینفیلد
آلن سینفیلد (انگلیسی: Alan Sinfield؛ ۱۷ دسامبر ۱۹۴۱ – ۲ دسامبر ۲۰۱۷) نظریه‌پرداز بریتانیایی و استاد ممتاز دانشگاه در رشته‌های شناخت ویلیام شکسپیر، میل جنسی در انسان، تئاتر مدرن، مطالعات جنسیت، نظریه کوئیر، سیاست و نظریه فرهنگ بود. وی دانش‌آموختهٔ کالج دانشگاهی لندن و استاد دانشگاه ساسکس بود. سینفیلد مؤلف دوازده کتاب است و نقش برجسته‌ای در تثبیت مطالعات دگرباشان در پژوهش‌های دانشگاهی رایج داشته است. او به همراه جاناتان دالیمور در زمینه پژوهش‌های مربوط به ناسازگاری جنسی در دانشگاه ساسکس پیشگام بود و به دانشجویان کارشناسی ارشد و تحقیق در زمینه نارضایتی جنسی در دانشگاه ساسکس آموزش می‌داد.